# Xiphiacetus
Xiphiacetus — викопний рід китоподібних, відомий з міоцену (від раннього бурдігальського до пізнього тортона, від 20,43 до 7,246 мільйона років тому в Європі та на східному узбережжі США.
du Bus 1872 описав Priscodelphinus cristatus на основі часткових і погано збережених черепів з надзвичайно довгими і вузькими рострами з величезною кількістю щільно збитих зубів. Він оцінив рострум великого екземпляра довжиною 90 см, а череп — 20 см і трохи ширше. Він також знайшов серію добре збережених шийних відділів і кілька найбільш передніх грудних відділів.
Kellogg 1925 описав Eurhindelphis bossi на основі майже повного черепа без вушних кісток, обох щелеп, шістнадцяти хребців, десяти ребер, неповної лопатки, плечової кістки та часткової грудини. Келлог назвав свій вид на честь його першовідкривача Нормана Х. Босса, який виявив типовий зразок у 1918 році. Келлог також описав кілька інших скам'янілостей.
Lambert 2005 рекомбінував ці два таксони і помістив їх під загальну назву Xiphiacetus.